# Lovassy László (jogász)
Lovassy László (Nagyszalonta, 1815. május 8. – Nagyszalonta, 1892. január 6.) jogász, az országgyűlési ifjúság egyik vezetője.

## Származása és tanulmányai
Lovassy István, Bihar vármegyei táblabíró és Illéssy Örzse gyermekeként született. Családja középnemesi, reformátusok voltak, akik kisebb birtokkal rendelkeztek. 
Apja hatására kezdett jogot tanulni. Tanulmányait Debrecenben, Késmárkon és Nagyváradon végezte. Oklevele megszerzéséért ment Pozsonyba, hogy ott országgyűlési gyakornoknak álljon. Anyai nagybátyja, Illéssy János mellett részt vett az országgyűlésen 1832 és 1836 között.

## Tevékenységei
Wesselényi Miklós javaslatára Pozsonyban Madarász Józseffel, Pulszky Ferenccel, Vukovics Sebővel és másokkal 1834-ben megalakította a Társalkodási Egyletet, melyet a francia Société des droits de l’homme mintájára hoztak létre. Fő céljuk „az emberi jogok terjesztése” volt. Lovassy programjában tartózkodott a közvetlen kormányellenességtől. 1836. január 29-én üdvözölte Wesselényit a Pesten lezajlott rokonszervtüntetésen, amelyet a reformszék jegyében rendeztek meg. A tüntetésen lelkes, forradalmi hangvételű beszédet mondott. Később, a pozsonyi országgyűlés berekesztésekor az alsótábla üléstermében a királyt és a kormányt vádolta a jobbágykérdés egyes részleteinek megoldatlansága miatt.

## Letartóztatása és tárgyalása
Miután a királyi udvar berekesztette az 1832–36. évi országgyűlést, leváltották tisztségéből Reviczky Ádám kancellárt, és helyére Pálffy Fidél gróf került, aki az ellenzék megfélemlítése érdekében elsőként az országgyűlési ifjakra csapott le. Lovassy többhetes rejtőzködés után, 1836. május 30-án önként jelentkezett Nagyváradon Thurzó főszolgabírónál. Június 2-án már Pesten volt az Újépület tömlöcébe zárva. Védelme elég visszásra sikeredett. Lovassy először Kossuth Lajost választotta védőjének, de ettől nyomás hatására elállt. Ezután Perger Jánosra esett a választása, de mivel az ügyvéd nem volt hajlandó letenni a királyi tábla titoktartási esküjét, nem védhette. Ezt követően a fogoly nem választhatott mást, az udvar jelölte ki Spányi Andrást, akit viszont Lovassy nem fogadott el. Bár Kossuth nem hivatalosan vállalta a jogi képviseletet, sem ő, sem Lovassy apja, aki folyamodványban tiltakozott a királyi tábla előtt a törvénytelenség ellen, nem ért el eredményt azért, hogy a törvények által szabad védelmet biztosítsanak Lovassynak. A királyi tábla 1837. február 22-én hozott ítéletét február 27-én hirdették ki. Az ítélet indoklása: „A vádlott minden törvényes renddel ellenkező, romlott erkölcsű, minden társadalmi renddel ellentétben lévő veszedelmes elveket s véleményeket ápolt”. Bár felségsértés miatt akarták elítélni, ez végül bizonyítékok hiányában nem sikerült. Ezért a Wesselényi üdvözletére elmondott beszédéért ítélték el, az abban megfogalmazott „veszedelmes elvek és vélemények” miatt. Lovassy fellebbezést nyújtott be, de a hétszemélyes tábla 1837. március 8-án helybenhagyta az ítéletet. Lovassy, apja rábeszélésére, kegyelmi kérvényt fogalmazott meg, melyet József nádor 1837. március 12-én küldött el Bécsbe a királyhoz, a periratokkal együtt. V. Ferdinánd 1837. március 31-én adott válaszában tudatta a nádorral, hogy az ítélettel ért egyet, és elutasítja a kegyelmi kérvényt.

## Fogsága és szabadulása

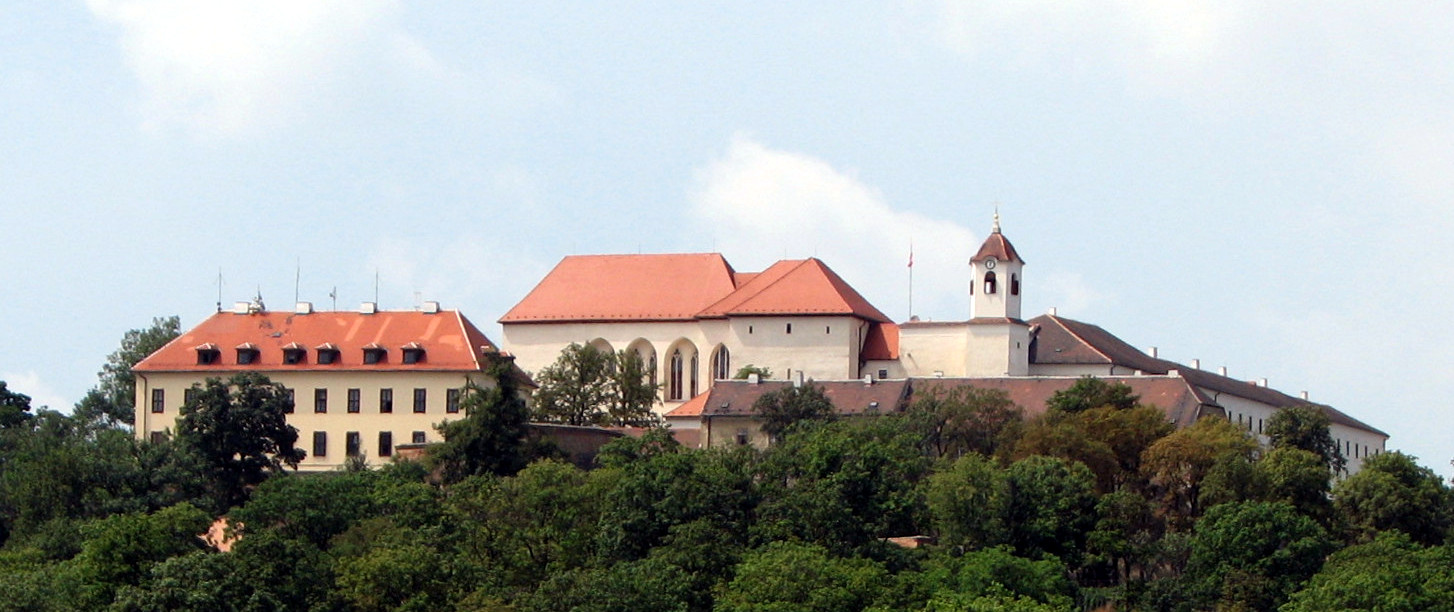
A špilberki vár a 2000-es években

Titokban szállították át a morvaországi Spielbergbe (ma: Špilberk vár), ahol a sziklavár börtönében helyezték el. A monarchia rendőrfőnökének utasítására felségárulóknak járó büntetést kapott. Ennek megfelelően külön kamrában, egyedül, elkülönítve zárták el, lábbilincsekkel a zárka falához rögzítve. Súlyos teher volt Lovassy számára az egyedüllét, amelyet az is tetézett, hogy nem tudott levelezni, még szüleivel sem. Szellemi leépülésére 1839 őszén figyeltek fel. 1840. április 29-én  – József nádor közbenjárására –  királyi amnesztiát kapott, de a szabadság későn érkezett. Lovassyt a magány lelkileg, a skorbut pedig testileg tette tönkre. Emberi roncsként érkezett Pozsonyba, ahol lelkes tömeg fogadta.

## Élete a szabadulás után
Állapotában átmeneti javulást eredményeztek a pozsonyi Irgalmasok kórházában történő gyógykezelések. A kórházból való távozása után visszatért Nagyszalontára, majd 1860-ban Erdőgyarakon telepedett le. Életét magányosan élte le, és mivel nem vállalhatott hivatalt és közéleti tevékenységet sem tudott kifejteni, a Tisza-kormány évi 600 forint kegydíjat állapított meg számára. Idős korában visszaköltözött Nagyszalontára, ahol 1892. január 6-án elhunyt.

## Emlékezete

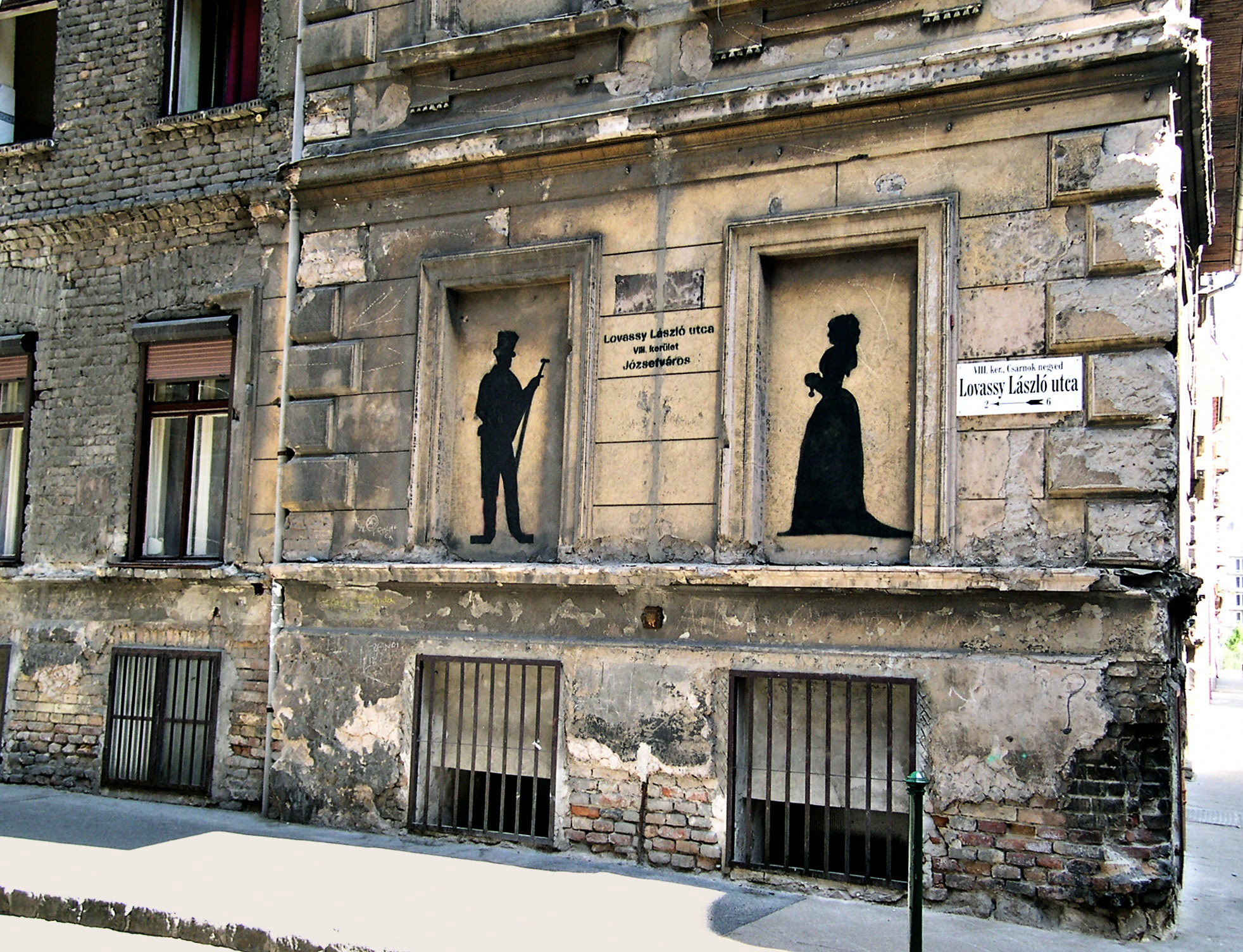
A róla elnevezett utca egyik sarka

Nagyszalontán a városi park és a Csonka torony között álló Arany-palota főhomlokzatán állít emléket egy, Deák Árpád szobrász által készített, domborműves emléktábla.
Budapesten, a VIII. kerületben utca,
Veszprémben gimnázium viseli a nevét.